# Anne Baynard
Anne Baynard (Preston, Anglaterra, 1672 - Barnes, Surrey, 12 de juny de 1697) va ser una era una filòsofa natural britànica i model de pietat.
Com la majoria de les dones joves de la seva classe, Anne Baynard va ser tutelada pel seu pare, Edward Baynard (c. 1641-1717), metge, poeta amb pseudònim i membre del Reial Col·legi de Metges de Londres, en ciència, matemàtiques, filosofia i llengües clàssiques i literatura. La seva educació abastava les llengües clàssiques i la filosofia, així com la ciència i les matemàtiques, i era una preparació per una vida acadèmica. Considerada en el seu temps com a exemple de pietat i virtut, la seva erudició va ser dirigida a trobar solucions a alguns debats entorn de la teologia protestant; preferint replantejar-se les coses pel seu compte que atendre al que estava establert. Va escriure diversos textos en llatí i anglès, però cap ha sobreviscut.
Baynard deia que l'aprenentatge secular no servia de res, llevat del que es dirigia al coneixement de Déu. Anava a l'església de manera diligent, sense oblidar-se d'assistir als serveis religiosos, menys quan estava malalta i passava gran part del seu temps en meditació solitària i fent altres exercicis piadosos. Generosa amb els pobres, cedia periòdicament una part fixa dels seus ingressos per caritat. Baynard era activa convidant als altres a portar una vida religiosa activa. Al mateix temps, va instar a tots els joves a estudiar filosofia i, sobretot, a llegir la Bíblia, amb una crida particular a les dones, a qui demanava que fessin un esforç per educar-se.